# Contea di Southampton
La contea di Southampton (in inglese Southampton County) è una contea dello Stato della Virginia, negli Stati Uniti. La popolazione al censimento del 2000 era di 17 482 abitanti. Il capoluogo di contea è Courtland.